# Julien Laharrague
Julien Laharrague (Tarbes, 29 luglio 1978) è un rugbista a 15 francese, dal 2011 estremo del Lourdes.

## Biografia
Julien fa il suo debutto con la Nazionale francese nel 2005 nel Sei Nazioni. La sua prima partita con la nazionale è contro il Galles il 26 febbraio 2005, e ha giocato anche le seguenti due partite. Nel 2007 fu scartato da Bernard Laporte dal XV titolare.